# Émile Fourquet
Pour les articles homonymes, voir Fourquet.
Émile Fourquet, né le 8 septembre 1862 à Lavans-Quingey où il est mort le 21 mars 1936, est un magistrat et juge d'instruction français.

## Biographie
Émile Fourquet est un magistrat et un juge d'instruction français. Il obtient sa licence en droit à Paris en 1886. Il instruit l'affaire Vacher, Joseph Vacher, surnommé le « tueur de bergers », exécuté le 28 octobre 1898,.

### Filmographie
- Le film Le Juge et l'Assassin réalisé par Bertrand Tavernier en 1976 est basé sur l'affaire Vacher. Michel Galabru y interprète le rôle de Joseph Vacher et Philippe Noiret le rôle du juge Émile Fourquet.